# Polyascus polygeneus
Polyascus polygeneus is een krabbezakjessoort uit de familie van de Sacculinidae. De wetenschappelijke naam van de soort is voor het eerst geldig gepubliceerd in 1997 door Lützen & Takahashi.